# Wilhelmina Pruska (1774–1837)
Fryderyka Luiza Wilhelmina (ur. 18 listopada 1774 w Poczdamie, zm. 12 października 1837 w Hadze) – księżniczka pruska, królowa Holandii.

## Życie prywatne
Królowa Wilhelmina urodziła się w Poczdamie. Była czwartym dzieckiem, z ósemki dzieci, Fryderyka Wilhelma II, króla Prus, i jego żony królowej Fryderyki Luizy, z domu księżniczki Hessen-Darmstadt.
Jej wychowanie odbywało się po ścisłym reżimem jej stryja - Fryderyka II Wielkiego. Bardzo niewiele wiadomo o jej młodości.
1 października 1791 w Berlinie wyszła za mąż za Wilhelma, syna stadhoudera Wilhelma V Orańskiego. Młode małżeństwo zamieszkało w pałacu Noordeinde w Hadze. W 1795 Francja zaatakowała Republikę Zjednoczonych Prowincji. Wilhelmina musiała udać się wraz z rodziną na wygnanie. Najpierw udali się do Anglii, a potem do Berlina, gdzie panował jej brat Fryderyk Wilhelm III. Po kasacie zakonu jezuitów i cystersów nabyła dobra na Dolnym Śląsku, m.in. klasztory pocysterskie w Lubiążu Henrykowie, Kamieńcu Ząbkowickim i Krzelkowie. Do Hagi wrócili na początku 1814 r.
Księżniczka Wilhelmina została pierwszą królową Holandii w 1815. Królowa Wilhelmina była bardzo skromna i zawsze pozostawała w cieniu. Zmarła w pałacu Noordeinde w Hadze w 1837, w wieku 62 lat. Została pochowana w Nieuwe Kerk w Delfcie.

## Dzieci
- Wilhelm II Fryderyk Jerzy Ludwik (1792–1849), król Holandii;
- Wilhelm Fryderyk Karol (1797–1881);
- Wilhelmina Fryderyka Luiza Charlotta Marianna (1810–1883), znana jako Marianna Orańska